# Refinaria de San Lorenzo
Refinaria de San Lorenzo é uma refinaria localizada na cidade de San Lorenzo, na Província de Santa Fe (Argentina), que pertenceu à Perez Companc S.A., posteriormente Petrobras, e agora faz parte do grupo Oil Combustibles. Possui capacidade instalada para 48.750 mil barris/dia.
A Petrobras assumiu o controle da refinaria quando comprou companhia argentina Perez Companc S.A. em 16 de outubro de 2002.
Em 8 de abril de 2010 a Petrobras comunica a Comissão de Valores Mobiliários (CVM) a intenção de venda da refinaria de San Lorenzo e de outros ativos de distribuição.
Foi anunciada a venda da Refinaria de San Lorenzo 5 de maio de 2010 para o grupo Oil Combustibles S.A., foram incluídos nos negócios a rede de distribuição e estoques.